# ماسيج غورسكي
ماسيج غورسكي هو صحفي ودبلوماسي وسياسي بولندي، ولد في 27 يناير 1944 في وارسو في بولندا، وتوفي في 5 يناير 2020. انتخب سفير بولندا لدى إيطاليا ‏ (1996 – 2001).